# Кашина Паски (Кунео)
Кашина Паски је насеље у Италији у округу Кунео, региону Пијемонт.
Према процени из 2011. у насељу је живело 57 становника. Насеље се налази на надморској висини од 499 м.